# Samuel van den Bergh

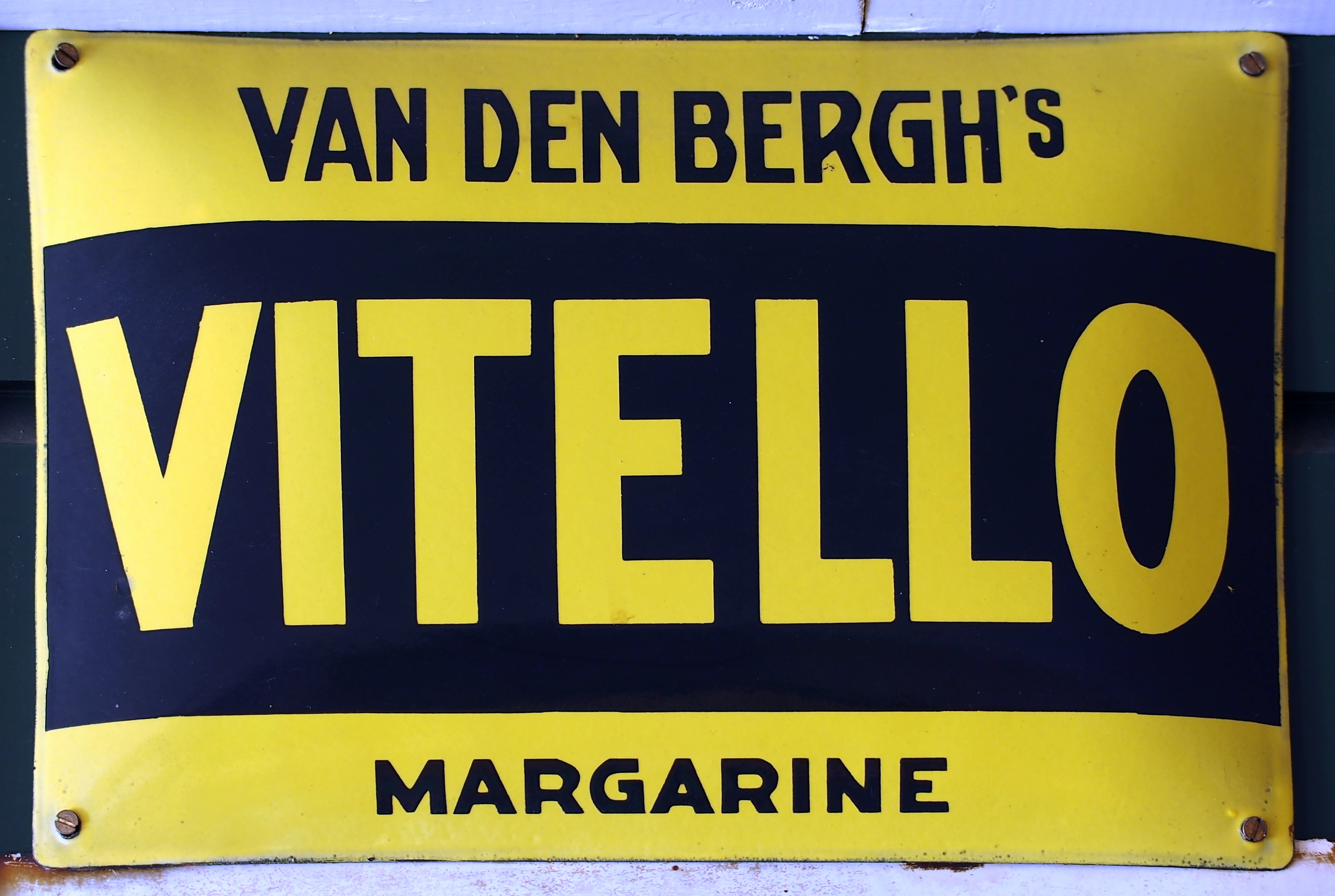
Reclamebord voor margarine van Van den Bergh

Samuel (Sam) van den Bergh (Oss, 6 april 1864 – Nice, 4 februari 1941) was een Nederlandse ondernemer en politicus, afkomstig uit een sinds de 18e eeuw in Noord-Brabant wonende Joodse familie. Hij was een van de belangrijkste Europese margarineproducenten van de vroege 20e eeuw en stond mede aan de wieg van het bekende concern Unilever.

## Industrieel
Sam van den Bergh trok als handelaar door Brabant, waar hij van de boeren in ruil voor zijn koopwaar boter ontving. Na 1871 ging hij kunstboter produceren, dat toen net in Frankrijk was uitgevonden. Er ontstond een scherpe competitie met een andere producent uit Oss, de katholieke Anton Jurgens, waarbij Van den Bergh zich trachtte te onderscheiden met merken als Vitello en Prince of Wales.
Uiteindelijk voegden beiden hun bedrijven in 1927 samen, wat bekend staat als de "vrede van Oss". De aldus ontstane Margarine Unie zou in 1930 met het Britse Lever Brothers fuseren tot Unilever.
De voedseltak van Unilever heeft rond 2000 ook enige tijd onder de naam Van den Bergh Foods gewerkt. De margarinefabriek aan de Nassaukade in Rotterdam heeft lang Van den Bergh & Jurgens geheten. Daar bevindt zich naast een productiefaciliteit ook het in 2005 in gebruik genomen hoofdkantoor van Unilever Nederland, de Brug.

## Politieke loopbaan
Van den Bergh was lid van de gemeenteraad van Rotterdam (1897-1905) en van de Tweede Kamer (1905-1909) voor de Liberale Unie. Later was hij ook lid van de Eerste Kamer (1923-1938) voor de Liberale Staatspartij. Voor deze laatste partij vervulde hij ook functies in het partijbestuur (1924-1940).

## Gezin
Samuel van den Bergh trouwde in 1887 met Rebecca Willing. Van hun kinderen kunnen worden genoemd:
- George van den Bergh, die rechtsgeleerde en politicus voor de SDAP was
- Sidney James van den Bergh, die ondernemer was, liberaal politicus en minister van Defensie.

Tot Samuels kleinkinderen behoren Bep van den Bergh, beeldhouwer, Hans van den Bergh, letterkundige en toneelrecensent, en astronoom Sidney van den Bergh.

## Publicaties
- Pim Reinders:  ‘Steeds voor alle arbeiders aanspreekbaar’. Sam van den Bergh (1864-1941), grootindustrieel. Amsterdam, Uitgeverij Balans, 2016. ISBN 9789460031823
- Charles Wilson: Geschiedenis van Unilever. Een beeld van economische groei en maatschappelijke verandering. 's-Gravenhage, Martinus Nijhoff, 1970. ISBN 90-247-5067-9 (vooral deel 2: Jurgens en Van den Bergh). (Engels origineel: 1954.)